# Saudijsko-iračka neutralna zona
Saudijsko-iračka neutralna zona bila je površina 7,044 km2 na granici između Saudijske Arabije i Iraka unutar koje granica između dvije zemlje nije bila dogovorena. Neutralna zona nastala je nakon Uqairskog protokola 1922. koji je definirao granicu između Iraka i sultanata Nedžd (država prethodnica Saudijske Arabije). Dogovor o podjeli neutralne zone postigli su irački i saudijski predstavnici 26. prosinca 1981., a odobrila ih je Nacionalna skupština Iraka 28. siječnja 1982. godine. Stvarna podjela teritorija izvršena je nepoznato vrijeme nakon postizanja sporazuma, najkasnije 30. srpnja 1982. iako je promjena granice službeno podnesena Ujedinjenim narodima tek u lipnju 1991.

## Povijest
Ugovor iz Muhamare (Horamšaher), 5. svibnja 1922. spriječio je iminentni sukob između Velike Britanije, koji je kontrolirao mandat za Irak, i Kraljevstva Nedžd, koji je kasnije postao Saudijska Arabija (zajedno s Kraljevstvom Hedžas). Potpisao ga je princ Ahmed bin Abdullah u ime Abdulaziza Ibn Sauda, kralja Nedžda, koji nije ratificirao ugovor. Ugovor je posebno izbjegavao definiranje granica. Nakon daljnjih pregovora, Uqairskim protokolom 2. prosinca 1922. definirana je većina granice između dvaju entiteta i stvorena je neutralna zona. Protokol je ratificirao Abdulaziz.
U zoni se nisu smjele graditi nikakve vojne ili stalne zgrade, a nomadi obje zemlje imali su neometan pristup njezinim pašnjacima i bunarima.
Zona je administrativo podijeljena 1975. godine, a ugovor o granici je zaključen 1981. Iz nepoznatih razloga, ugovor nije podnijet Ujedinjenim narodima a nitko izvan Iraka i Saudijske Arabije nije obaviješten o promjeni niti su objavljene karte s detaljima nove granice. Kako se Zaljevski rat približavao početkom 1991., Irak je otkazao sve međunarodne sporazume sa Saudijskom Arabijom od 1968. godine. Saudijska Arabija je na to odgovorila registracijom svih ranijih sporazuma o granicama dogovorenih s Irakom u Ujedinjenim narodima u lipnju 1991. Time je pravno okončano postojanje saudijsko-iračke neutralne zone. Većina službenih karata više ne prikazuje neutralnu zonu u obliku dijamanta, već povlači graničnu liniju približno kroz središte teritorija. Na primjer, Ured geografa Sjedinjenih Država smatrao je da područje ima samo približnu granicu, a ne preciznu.
Neutralna zona Saudijska Arabija i Irak ranije je imala ISO 3166-1 kodove NT i NTZ. Kodovi su stavljeni van snage 1993. Kod FIPS 10-4 za neutralnu zonu Saudijska Arabija-Irak bio je IY ; taj je kod izbrisan 1992.